# ミニマル・デザイン
ミニマル・デザイン (Minimal Design) は、あまり使用しない機能のせいでシステムが肥大化することを避け、必要最小限の機能に絞って設計することをいう。
必ずしも外観のデザインに限った用語ではないが、外観についていうことが多い。装飾や凝った形状は排除され、平面や直角が多用される。塗装も省略ないし簡易になるため、色調は単色が多いが、木製品では木目をあらわにすることも多い。